# Aminata Pilimini Diallo
Pour les articles homonymes, voir Diallo.
Aminata Pilimini Diallo née le 26 août 1989 à Conakry, est journaliste, activiste de la société civile et féministe guinéenne.
Fondatrice du site Actu-Elles.info en 2015 et présidente des amazones de la presse guinéenne depuis juillet 2024,,,,,.

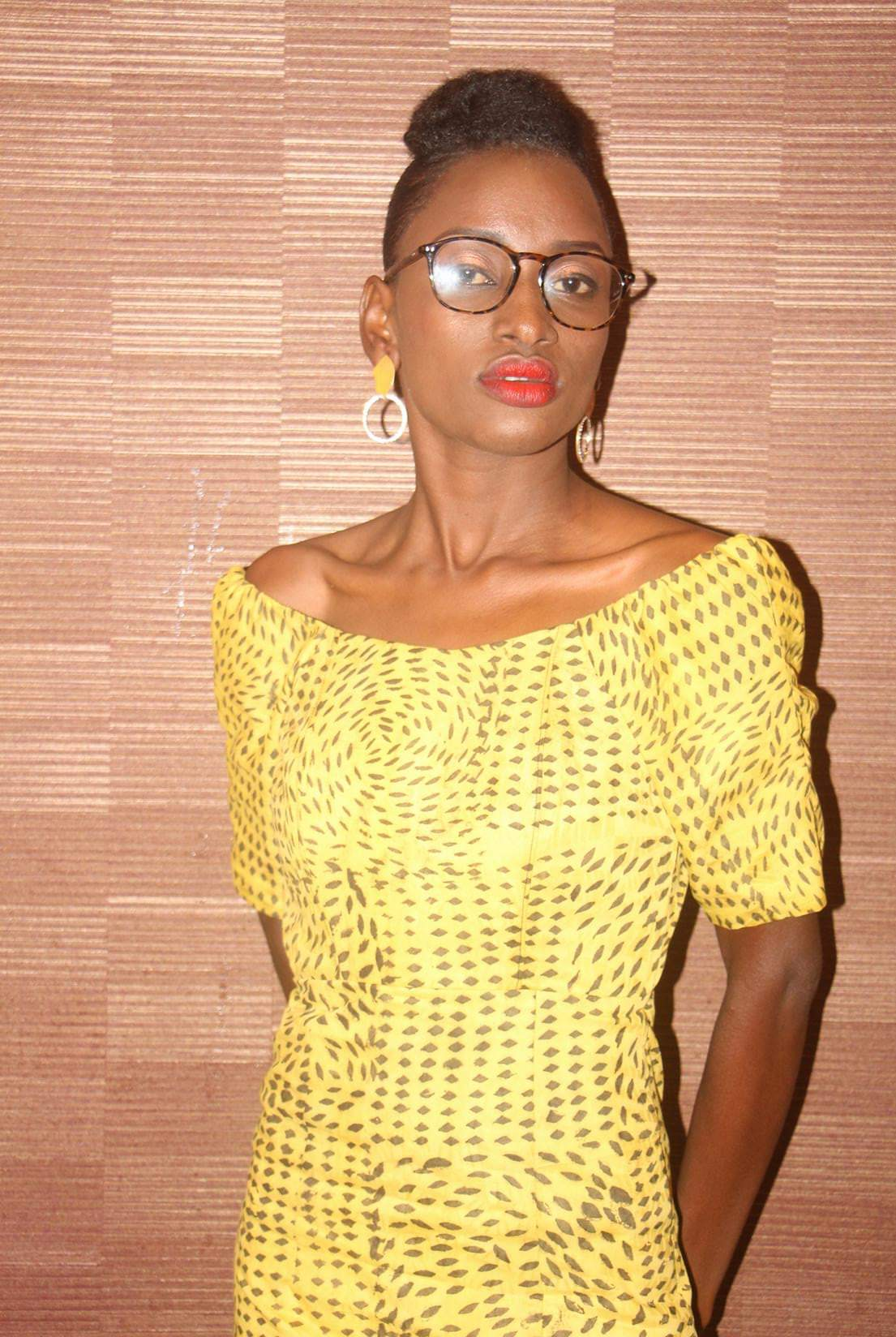
Aminata Pilimini Diallo lors du Katala224 en 2019

## Biographie

### Enfance, formations et débuts
Aminata Pilimini Diallo est née le 26 août 1989 à Conakry où elle a grandi. Elle fait ses études primaires à l'école Yacine Diallo puis son collège à Amadou Toumani Touré. Elle revient au lycée Yacine Diallo, pour faire les sciences sociales et obtenir son Bac unique en 2008.
Orientée dans les universités privées, Aminata Pilimini choisit l’université Mercure International de Guinée où elle obtient une licence en journalisme et communication en 2011.

### Carrière

#### Parcours professionnel
Pendant son cursus de licence à Mercure, Aminata a écrit pour un journal de jeunes et commencé un stage à Chérie FM en 2011 pendant deux mois. Entre 2012 et 2013, elle se tourne vers la communication en faisant deux fois le stage à StarTimes Guinée. Après ses études universitaires elle fait le mannequinat.
En mai 2014, Aminata Pilimini travaille pour le quotidien d’informations La République et pigiste pour le site guineeinter.com.
En mars 2015, elle crée son site de médiatisation des femmes guinéenne actu-elles.info. En octobre 2017, elle anime l’émission hebdomadaire Femme Modèle à Love Fm. De mars 2018 à aout 2020, elle a été la présentatrice de FASHION LIFE à AfricanTV.
Depuis avril 2019, elle est organisatrice du Coaching Femme Modèle (l’école de la jeune fille grande dame de demain), qui se tient chaque trois mois à Conakry.
De novembre 2020 à mai 2024, elle est la chargée de communication de la chanteuse Halima Bah et responsable communication du colloque national des femmes entrepreneures en milieu rural en Guinée
Le 1er février 2021, elle est employée en tant que journaliste et animatrice à Love fm et du 1er mars 2021 à septembre 2021, elle a été rédactrice en chef de Love fm.
En janvier 2022, elle rejoint le service communication de l'Office guinéen de publicité (OGP). En mars de la même année, elle devient responsable communication interne à l'OGP puis elle est nommée cheffe service communication de l'OGP depuis juin 2022.

### Activiste
Aminata Pilimini Diallo est membre du Collectif Guinéenne du 21e siècle, membre de l’Association des Professionnelles Africaines de la Communication APAC,  membre de la voix des féministes d’Afrique francophone, membre du Collectif Pas Sans Elles GN et secrétaire générale puis présidente des amazones de la presse guinéenne depuis juillet 2024.

### Colloque et conférences
En 2020, Aminata pilimini a été sélectionnée avec 300 autres femmes journalistes africaines pour participer au forum des femmes journalistes d'Afrique à Casablanca, organisé par « Les Panafricaines »,. En septembre 2022 à Niamey puis en 2023 à Cotonou, elle a participé à l'Agora Féministe. En 2023, elle participe à Abidjan à une formation sur l'écriture féministe.

## Distinctions et reconnaissances
En 2018, elle est nommée dans deux grands événements du pays. La Nuit de l’Excellence de la Femme Guinéenne, la nomme dans la catégorie médias et femme active.
- 2018 : nommée à la Nuit de l’Excellence de la Femme Guinéenne ;
- 2018 : nommée au J Awards dans la catégorie médias.

- 2019: nommée au J Awards dans la catégorie Leadership féminin
- 2021: nommée à African Women’s award dans la catégorie média
- 2022: nommée au Tropic magazine collector édition, dans la catégorie pawerliste African DOERS, classement des personnalités les plus influentes[13],[14].

## Vie privée
Le 23 juin 2024, Aminata Pilimini Diallo s’est mariée avec son cousin Abdoul Mazid Diallo à Conakry.